# Macrobrachium chevalieri
Macrobrachium chevalieri är en kräftdjursart som först beskrevs av J. Roux 1935.  Macrobrachium chevalieri ingår i släktet Macrobrachium och familjen Palaemonidae. Inga underarter finns listade i Catalogue of Life.